# Fußballclub Bayer 05 Uerdingen 1989-1990
Questa voce raccoglie le informazioni riguardanti il Fußballclub Bayer 05 Uerdingen nelle competizioni ufficiali della stagione 1989-1990.

## Stagione
Nella stagione 1989-1990 il Bayer Uerdingen, allenato da Horst Wohlers, concluse il campionato di Bundesliga al 14º posto. In Coppa di Germania il Bayer Uerdingen fu eliminato al primo turno dal Kickers Offenbach.

## Rosa
| N. |                      | Ruolo | Calciatore          |
| -- | -------------------- | ----- | ------------------- |
|    | Germania (bandiera)  | P     | Siegfried Grüninger |
|    | Germania (bandiera)  | P     | Manfred Kubik       |
|    | Germania (bandiera)  | D     | Torsten Chmielewski |
|    | Germania (bandiera)  | D     | Holger Fach         |
|    | Germania (bandiera)  | D     | Wolfgang Funkel     |
|    | Germania (bandiera)  | D     | Werner Kempkens     |
|    | Germania (bandiera)  | D     | Gerhard Kleppinger  |
|    | Germania (bandiera)  | D     | Dietmar Klinger     |
|    | Germania (bandiera)  | D     | Stephan Paßlack     |
|    | Germania (bandiera)  | D     | Marco Titgens       |
|    | Germania (bandiera)  | D     | Rainer Zietsch      |
|    | Danimarca (bandiera) | C     | Jan Bartram         |
|    | Germania (bandiera)  | C     | Christian Dondera   |
|    | Germania (bandiera)  | C     | Thorsten Fallack    |

| N. |                      | Ruolo | Calciatore        |
| -- | -------------------- | ----- | ----------------- |
|    | Germania (bandiera)  | C     | Friedhelm Funkel  |
|    | Germania (bandiera)  | C     | Manfred Hellmann  |
|    | Germania (bandiera)  | C     | Stefan Jörissen   |
|    | Germania (bandiera)  | C     | Reinhold Mathy    |
|    | Germania (bandiera)  | C     | Darius Scholtysik |
|    | Germania (bandiera)  | C     | Horst Steffen     |
|    | Germania (bandiera)  | C     | Thomas Stickroth  |
|    | Germania (bandiera)  | A     | Michael Klauß     |
|    | Danimarca (bandiera) | A     | Brian Laudrup     |
|    | Germania (bandiera)  | A     | Siegfried Reich   |
|    | Germania (bandiera)  | A     | Jan Schröers      |
|    | Germania (bandiera)  | A     | Stefan Trienekens |
|    | Germania (bandiera)  | A     | Marcel Witeczek   |
|    | Germania (bandiera)  | A     | Stephan Wolff     |

## Organigramma societario
Area tecnica
- Allenatore: Horst Wohlers
- Allenatore in seconda: Rainer Bonhof
- Preparatore dei portieri:
- Preparatori atletici:

## Calciomercato

### Sessione estiva
| Acquisti | Acquisti        | Acquisti        | Acquisti |
| R.       | Nome            | da              | Modalità |
| -------- | --------------- | --------------- | -------- |
| A        | Siegfried Reich | Hannover 96     |          |
| C        | Stefan Jörissen | Uerdingen 05 II |          |
| A        | Brian Laudrup   | Brøndby         |          |
| A        | Jan Schröers    | Uerdingen 05 II |          |
| D        | Rainer Zietsch  | Stoccarda       |          |

| Cessioni | Cessioni         | Cessioni             | Cessioni |
| R.       | Nome             | a                    | Modalità |
| -------- | ---------------- | -------------------- | -------- |
| D        | Michael Dämgen   | Alemannia Aquisgrana |          |
| D        | Matthias Herget  | Schalke 04           |          |
| C        | Frank Kirchhoff  | Saarbrücken          |          |
| A        | Stefan Kuntz     | Kaiserslautern       |          |
| A        | Angelo Nijskens  | RFC Liegi            |          |
| D        | Frank Thommessen | Rot-Weiss Essen      |          |

### Sessione invernale
| Acquisti | Acquisti | Acquisti | Acquisti |
| R.       | Nome     | da       | Modalità |
| -------- | -------- | -------- | -------- |

| Cessioni | Cessioni | Cessioni | Cessioni |
| R.       | Nome     | a        | Modalità |
| -------- | -------- | -------- | -------- |

## Risultati

### Bundesliga

#### Girone di andata
| Arbitro: | Umbach |

|                                          |           |  |
| Witeczek 29’ Funkel 36’ (rig.) Mathy 40’ | Marcatori |  |

| Karlsruhe 5 agosto 1989, ore 15:30 CEST 2ª giornata | Karlsruhe | 0 – 0 referto | Bayer Uerdingen | Wildparkstadion (14 000 spett.)\| Arbitro: \| Wiesel \| |
| Arbitro:                                            | Wiesel    |               |                 |                                                         |

| Arbitro: | Scheuerer |

|                   |           |                                  |
| Witeczek 49’, 83’ | Marcatori | 19’ Povlsen 73’ Janßen 74’ Görtz |

| Arbitro: | Theobald |

|          |           |               |
| Dais 55’ | Marcatori | 86’ Stickroth |

| Arbitro: | Neuner |

|                                           |           |                      |
| Laudrup 12’, 81’ Funkel 27’ Fach 43’, 87’ | Marcatori | 44’ Spörl 66’ Furtok |

| Arbitro: | Dellwing |

|                      |           |             |
| Weber 87’ Sippel 89’ | Marcatori | 72’ Bartram |

| Arbitro: | Berg |

|                           |           |             |
| Fach 20’, 38’ Laudrup 46’ | Marcatori | 80’ Leifeld |

| Arbitro: | Föckler |

|              |           |  |
| Buchwald 42’ | Marcatori |  |

| Arbitro: | Werner |

|                       |           |                   |
| Fuchs 74’, 78’ (rig.) | Marcatori | 90’ (rig.) Funkel |

| Arbitro: | Osmers |

|                               |           |                |
| Witeczek 23’ Bartram 37’, 45’ | Marcatori | 48’, 51’ Kuntz |

| Arbitro: | Tritschler |

|                                   |           |  |
| Thon 9’ (rig.), 82’ Wohlfarth 51’ | Marcatori |  |

| Arbitro: | Strigel |

|  |           |                        |
|  | Marcatori | 59’ Buncol 80’ Leśniak |

| Arbitro: | Fux |

|           |           |             |
| Dahms 33’ | Marcatori | 12’ Laudrup |

| Arbitro: | Boos |

|  |           |            |
|  | Marcatori | 48’ Riedle |

| Arbitro: | Assenmacher |

|                |           |  |
| Rummenigge 24’ | Marcatori |  |

| Arbitro: | Muhmenthaler |

|                                 |           |                                                  |
| Kleppinger 21’, 52’ Steffen 29’ | Marcatori | 5’ (rig.) Brunner 25’ (aut.) Kleppinger 83’ Türr |

| Arbitro: | Richmann |

|  |           |              |
|  | Marcatori | 34’ Witeczek |

#### Girone di ritorno
| Arbitro: | Amerell |

|           |           |                       |
| Finke 57’ | Marcatori | 49’ Reich 52’ Laudrup |

| Arbitro: | Theobald |

|          |           |  |
| Fach 19’ | Marcatori |  |

| Arbitro: | Heitmann |

|  |           |           |
|  | Marcatori | 33’ Reich |

| Arbitro: | Barnick |

|  |           |                    |
|  | Marcatori | 19’ Burić 90’ Dais |

| Arbitro: | Rubel |

|                                                                  |           |  |
| von Heesen 7’ Furtok 30’ (rig.), 44’ Ballwanz 36’ Nando 67’, 86’ | Marcatori |  |

| Arbitro: | Kriegelstein |

|             |           |          |
| Steffen 62’ | Marcatori | 63’ Roth |

| Arbitro: | Neuner |

|                          |           |                   |
| Rzehaczek 2’ Wegmann 19’ | Marcatori | 44’ (aut.) Ridder |

| Arbitro: | Merk |

|                                           |           |               |
| Zietsch 38’ Laudrup 72’ Witeczek 84’, 86’ | Marcatori | 83’ Frontzeck |

| Arbitro: | Amerell |

|  |           |             |
|  | Marcatori | 28’ Büskens |

| Arbitro: | Wittke |

|                     |           |             |
| Lelle 18’ Kuntz 81’ | Marcatori | 30’ Paßlack |

| Arbitro: | Wiesel |

|                      |           |                          |
| Reich 48’ Funkel 87’ | Marcatori | 34’ McInally 65’ Dorfner |

| Arbitro: | Scheuerer |

|            |           |             |
| Buncol 48’ | Marcatori | 35’ Steffen |

| Arbitro: | Schmidhuber |

|                    |           |  |
| Zietsch 43’ (rig.) | Marcatori |  |

| Brema 28 aprile 1990, ore 15:30 CEST 31ª giornata | Werder Brema | 0 – 0 referto | Bayer Uerdingen | Weserstadion (20 406 spett.)\| Arbitro: \| Fröhlich \| |
| Arbitro:                                          | Fröhlich     |               |                 |                                                        |

| Arbitro: | Fux |

|             |           |                                    |
| Bartram 53’ | Marcatori | 14’ Zorc 17’ Rummenigge 24’ Möller |

| Arbitro: | Werner |

|           |           |           |
| Klein 38’ | Marcatori | 16’ Reich |

| Krefeld 12 maggio 1990, ore 15:30 CEST 34ª giornata | Bayer Uerdingen | 0 – 0 referto | Borussia M'gladbach | Grotenburg Stadion (27 000 spett.)\| Arbitro: \| Föckler \| |
| Arbitro:                                            | Föckler         |               |                     |                                                             |

### Coppa di Germania
| Arbitro: | Albrecht |

|                    |           |           |
| Hahn 18’ Cyrys 56’ | Marcatori | 88’ Mathy |

## Statistiche

### Statistiche di squadra
| Competizione      | Punti | In casa | In casa | In casa | In casa | In casa | In casa | In trasferta | In trasferta | In trasferta | In trasferta | In trasferta | In trasferta | Totale | Totale | Totale | Totale | Totale | Totale | DR |
| Competizione      | Punti | G       | V       | N       | P       | Gf      | Gs      | G            | V            | N            | P            | Gf           | Gs           | G      | V      | N      | P      | Gf     | Gs     | DR |
| ----------------- | ----- | ------- | ------- | ------- | ------- | ------- | ------- | ------------ | ------------ | ------------ | ------------ | ------------ | ------------ | ------ | ------ | ------ | ------ | ------ | ------ | -- |
| Bundesliga        | 30    | 17      | 7       | 4       | 6       | 29      | 24      | 17           | 3            | 6            | 8            | 12           | 24           | 34     | 10     | 10     | 14     | 41     | 48     | -7 |
| Coppa di Germania | -     | 0       | 0       | 0       | 0       | 0       | 0       | 1            | 0            | 0            | 1            | 1            | 2            | 1      | 0      | 0      | 1      | 1      | 2      | -1 |
| Totale            | 30    | 17      | 7       | 4       | 6       | 29      | 24      | 18           | 3            | 6            | 9            | 13           | 26           | 35     | 10     | 10     | 15     | 42     | 50     | -8 |

### Andamento in campionato
| Giornata  | 1 | 2 | 3 | 4 | 5 | 6 | 7 | 8 | 9  | 10 | 11 | 12 | 13 | 14 | 15 | 16 | 17 | 18 | 19 | 20 | 21 | 22 | 23 | 24 | 25 | 26 | 27 | 28 | 29 | 30 | 31 | 32 | 33 | 34 |
| --------- | - | - | - | - | - | - | - | - | -- | -- | -- | -- | -- | -- | -- | -- | -- | -- | -- | -- | -- | -- | -- | -- | -- | -- | -- | -- | -- | -- | -- | -- | -- | -- |
| Luogo     | C | T | C | T | C | T | C | T | T  | C  | T  | C  | T  | C  | T  | C  | T  | T  | C  | T  | C  | T  | C  | T  | C  | C  | T  | C  | T  | C  | T  | C  | T  | C  |
| Risultato | V | N | P | N | V | P | V | P | P  | V  | P  | P  | N  | P  | P  | N  | V  | V  | V  | V  | P  | P  | N  | P  | V  | P  | P  | N  | N  | V  | N  | P  | N  | N  |
| Posizione | 1 | 1 | 8 | 7 | 4 | 7 | 6 | 8 | 11 | 9  | 10 | 11 | 12 | 12 | 15 | 14 | 13 | 12 | 9  | 9  | 10 | 11 | 12 | 14 | 11 | 12 | 12 | 13 | 12 | 11 | 12 | 13 | 13 | 14 |

Legenda:

Luogo: C = Casa; T = Trasferta. Risultato: V = Vittoria; N = Pareggio; P = Sconfitta.

### Statistiche dei giocatori
| Giocatore      | Bundesliga | Bundesliga | Bundesliga  | Bundesliga | Coppa di Germania | Coppa di Germania | Coppa di Germania | Coppa di Germania | Totale   | Totale | Totale      | Totale     |
| Giocatore      | Presenze   | Reti       | Ammonizioni | Espulsioni | Presenze          | Reti              | Ammonizioni       | Espulsioni        | Presenze | Reti   | Ammonizioni | Espulsioni |
| -------------- | ---------- | ---------- | ----------- | ---------- | ----------------- | ----------------- | ----------------- | ----------------- | -------- | ------ | ----------- | ---------- |
| J. Bartram     | 33         | 4          | 5           | 0          | 1                 | 0                 | 0                 | 0                 | 34       | 4      | 5           | 0          |
| T. Chmielewski | 26         | 0          | 8           | 0          | 0                 | 0                 | 0                 | 0                 | 26       | 0      | 8           | 0          |
| C. Dondera     | 0          | 0          | 0           | 0          | 0                 | 0                 | 0                 | 0                 | 0        | 0      | 0           | 0          |
| H. Fach        | 25         | 5          | 1           | 0          | 1                 | 0                 | 0                 | 0                 | 26       | 5      | 1           | 0          |
| T. Fallack     | 0          | 0          | 0           | 0          | 0                 | 0                 | 0                 | 0                 | 0        | 0      | 0           | 0          |
| F. Funkel      | 9          | 0          | 2           | 0          | 0                 | 0                 | 0                 | 0                 | 9        | 0      | 2           | 0          |
| W. Funkel      | 32         | 4          | 9           | 0          | 1                 | 0                 | 1                 | 0                 | 33       | 4      | 10          | 0          |
| S. Grüninger   | 10         | 0          | 0           | 0          | 0                 | 0                 | 0                 | 0                 | 10       | 0      | 0           | 0          |
| M. Hellmann    | 2          | 0          | 0           | 0          | 0                 | 0                 | 0                 | 0                 | 2        | 0      | 0           | 0          |
| S. Jörissen    | 0          | 0          | 0           | 0          | 0                 | 0                 | 0                 | 0                 | 0        | 0      | 0           | 0          |
| W. Kempkens    | 16         | 0          | 1           | 0          | 1                 | 0                 | 0                 | 0                 | 17       | 0      | 1           | 0          |
| M. Klauß       | 5          | 0          | 0           | 0          | 0                 | 0                 | 0                 | 0                 | 5        | 0      | 0           | 0          |
| G. Kleppinger  | 25         | 2          | 8           | 0          | 1                 | 0                 | 0                 | 0                 | 26       | 2      | 8           | 0          |
| D. Klinger     | 32         | 0          | 3           | 0          | 0                 | 0                 | 0                 | 0                 | 32       | 0      | 3           | 0          |
| M. Kubik       | 24         | 0          | 2           | 0          | 1                 | 0                 | 0                 | 0                 | 25       | 0      | 2           | 0          |
| B. Laudrup     | 34         | 6          | 0           | 0          | 1                 | 0                 | 0                 | 0                 | 35       | 6      | 0           | 0          |
| R. Mathy       | 23         | 1          | 3           | 0          | 1                 | 1                 | 1                 | 0                 | 24       | 2      | 4           | 0          |
| S. Paßlack     | 11         | 1          | 2           | 0          | 0                 | 0                 | 0                 | 0                 | 11       | 1      | 2           | 0          |
| S. Reich       | 17         | 4          | 2           | 0          | 0                 | 0                 | 0                 | 0                 | 17       | 4      | 2           | 0          |
| D. Scholtysik  | 2          | 0          | 0           | 0          | 0                 | 0                 | 0                 | 0                 | 2        | 0      | 0           | 0          |
| J. Schröers    | 0          | 0          | 0           | 0          | 0                 | 0                 | 0                 | 0                 | 0        | 0      | 0           | 0          |
| H. Steffen     | 33         | 3          | 1           | 0          | 1                 | 0                 | 0                 | 0                 | 34       | 3      | 1           | 0          |
| T. Stickroth   | 15         | 1          | 1           | 0          | 1                 | 0                 | 0                 | 0                 | 16       | 1      | 1           | 0          |
| M. Titgens     | 0          | 0          | 0           | 0          | 0                 | 0                 | 0                 | 0                 | 0        | 0      | 0           | 0          |
| S. Trienekens  | 1          | 0          | 0           | 0          | 0                 | 0                 | 0                 | 0                 | 1        | 0      | 0           | 0          |
| M. Witeczek    | 32         | 7          | 4           | 0          | 1                 | 0                 | 0                 | 0                 | 33       | 7      | 4           | 0          |
| S. Wolff       | 1          | 0          | 0           | 0          | 0                 | 0                 | 0                 | 0                 | 1        | 0      | 0           | 0          |
| R. Zietsch     | 24         | 2          | 5           | 0          | 1                 | 0                 | 1                 | 0                 | 25       | 2      | 6           | 0          |